# Bevinco
Le Bevinco est un petit fleuve côtier français qui coule dans le département de la Haute-Corse (région Corse) et se jette dans la mer Tyrrhénienne, donc, dans la mer Méditerranée.

## Géographie
La longueur de son cours d'eau est de 28,1 km.

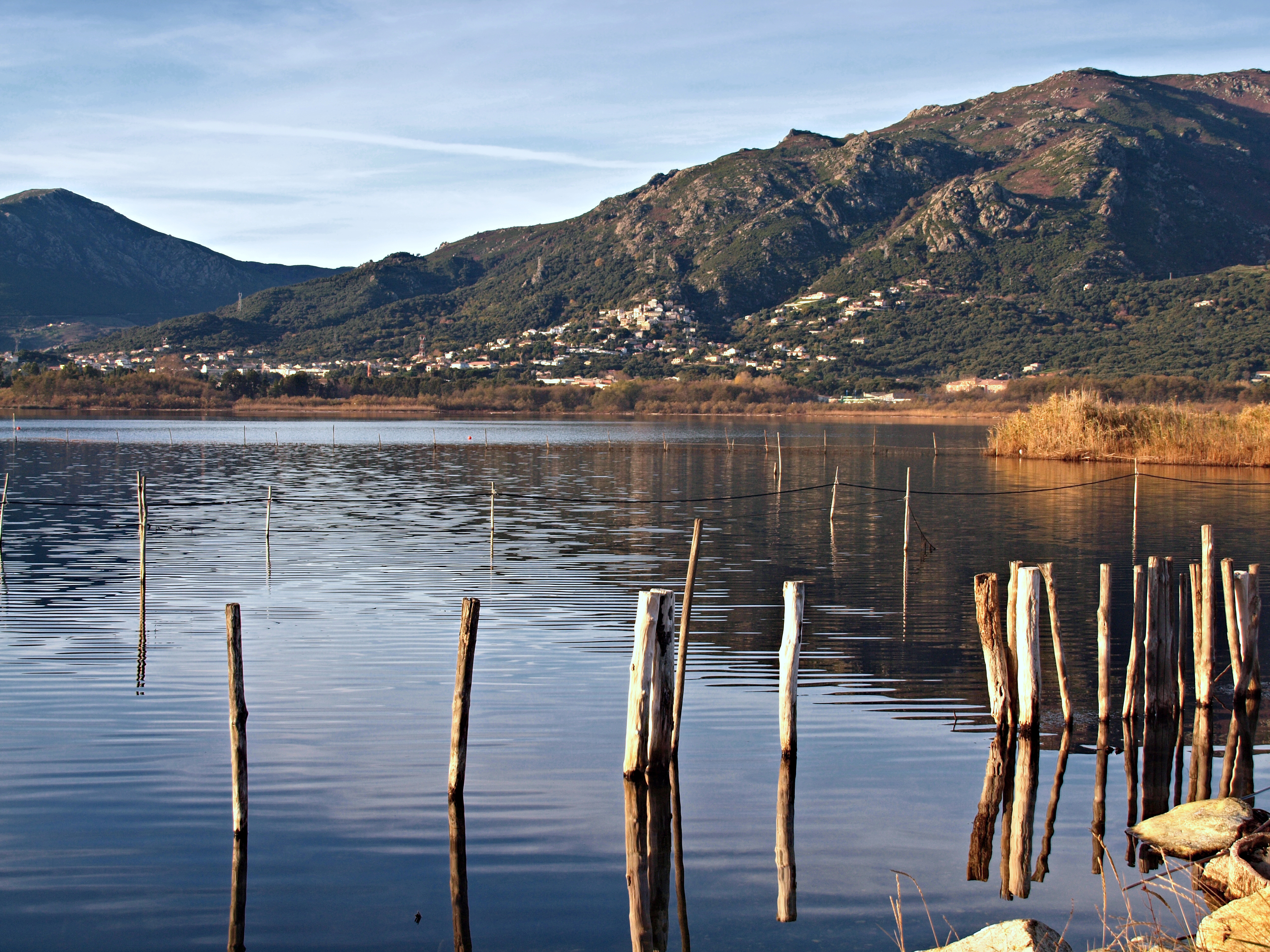
L'étang de Biguglia.

Il naît sur les pentes orientales du Monte Reghia di Pozzo (1 469 m), à l'altitude 1 395 mètres, sur la commune de Lento et s'appelle pour l'IGN le ruisseau de Teti, et prend d'emblée la direction du nord-est. Après avoir parcouru ainsi vingt-huit kilomètres, son cours se termine dans l'étang de Biguglia tributaire de la mer Tyrrhénienne, à peu de distance au sud de Bastia et au nord de la plaine de la Marana.

### Le défilé du Lancone
Pour atteindre l'étang de Biguglia le Bevinco a creusé de remarquables gorges au lieu-dit Lancone Olmeta-di-Tuda, entre l'extrémité Sud de la chaîne de la Serra et le massif de Stella, d'où le nom du défilé du Lancone.
Long de deux kilomètres environ, le défilé démarre à 286 m sous le col de Santo Stephano (368 m) jusqu'au lieu-dit Mortede (113 m).
La route D62 surplombant sa rive gauche était il n'y a pas si longtemps encore, la seule voie permettant de relier le sud de Bastia avec le Nebbio. Sinueuse et étroite, à certains endroits à voie unique, elle a été doublée à la fin du siècle dernier sur l'autre rive, par la D82, route large et plus directe. De nos jours, elle est devenue une voie bien moins fréquentée.
Il n'y a que de rares constructions dans le défilé, seulement un établissement de restauration bâti à l'à-pic du cours d'eau.

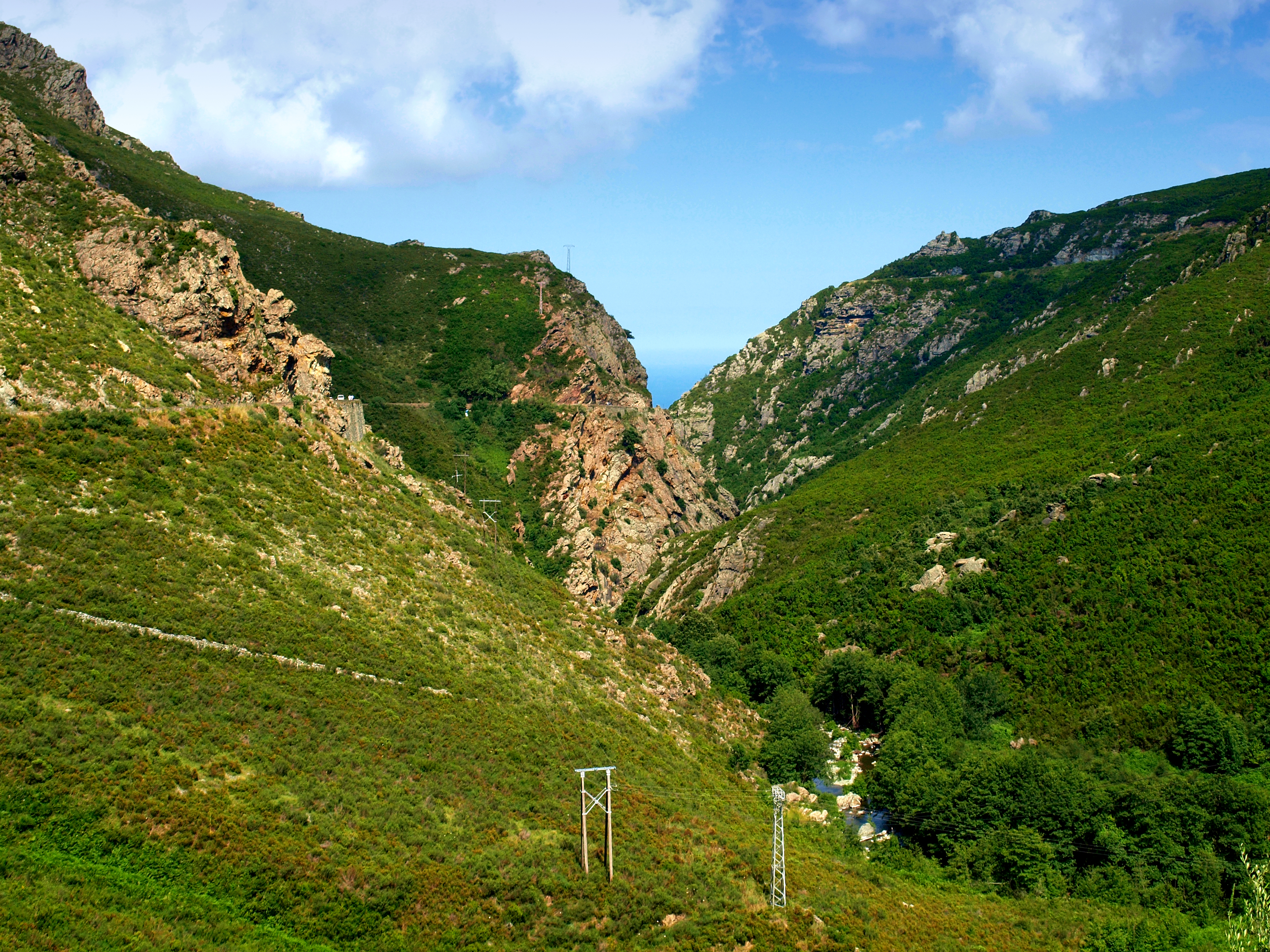
Défilé du Lancone
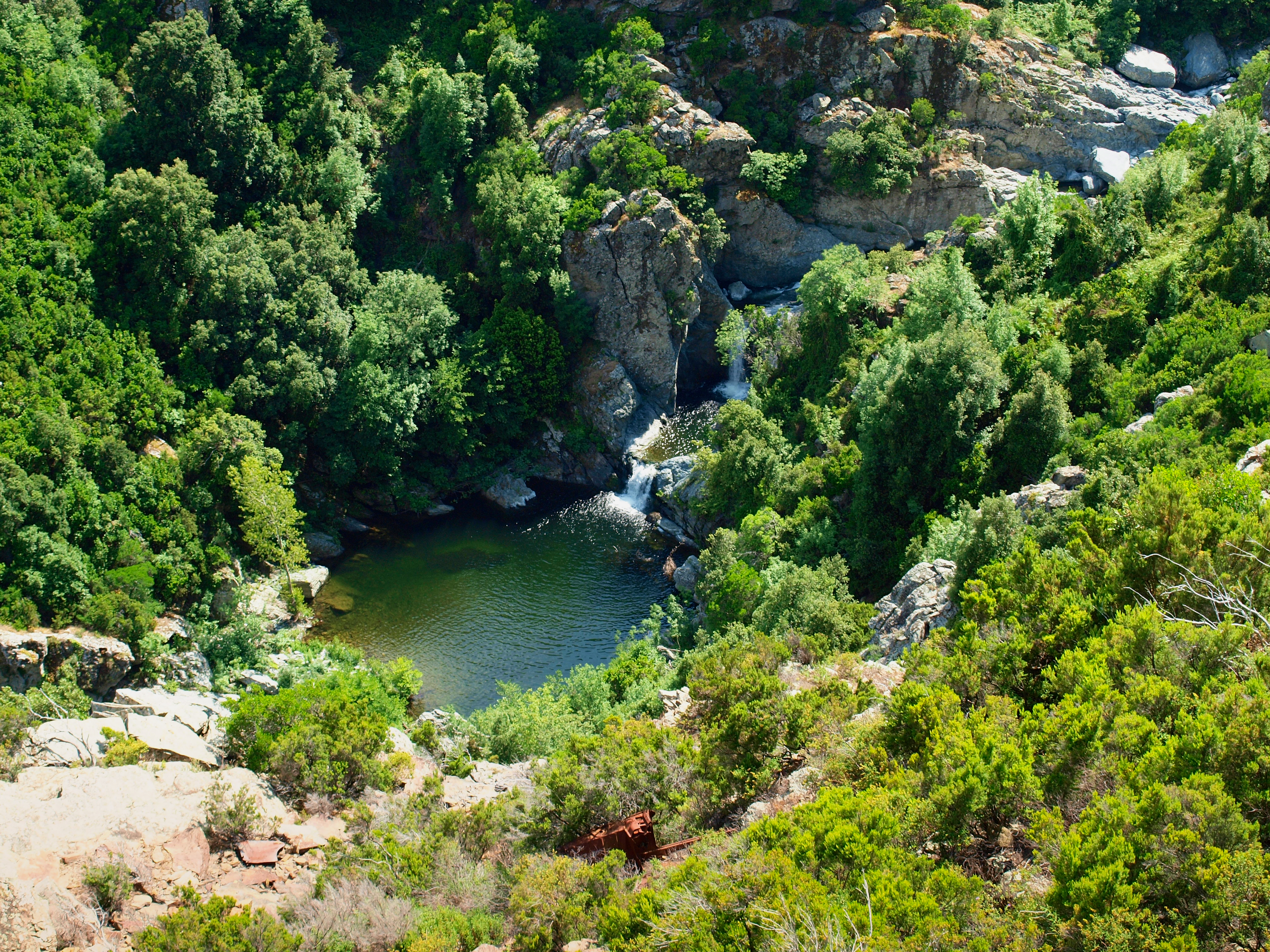
Le Bevinco
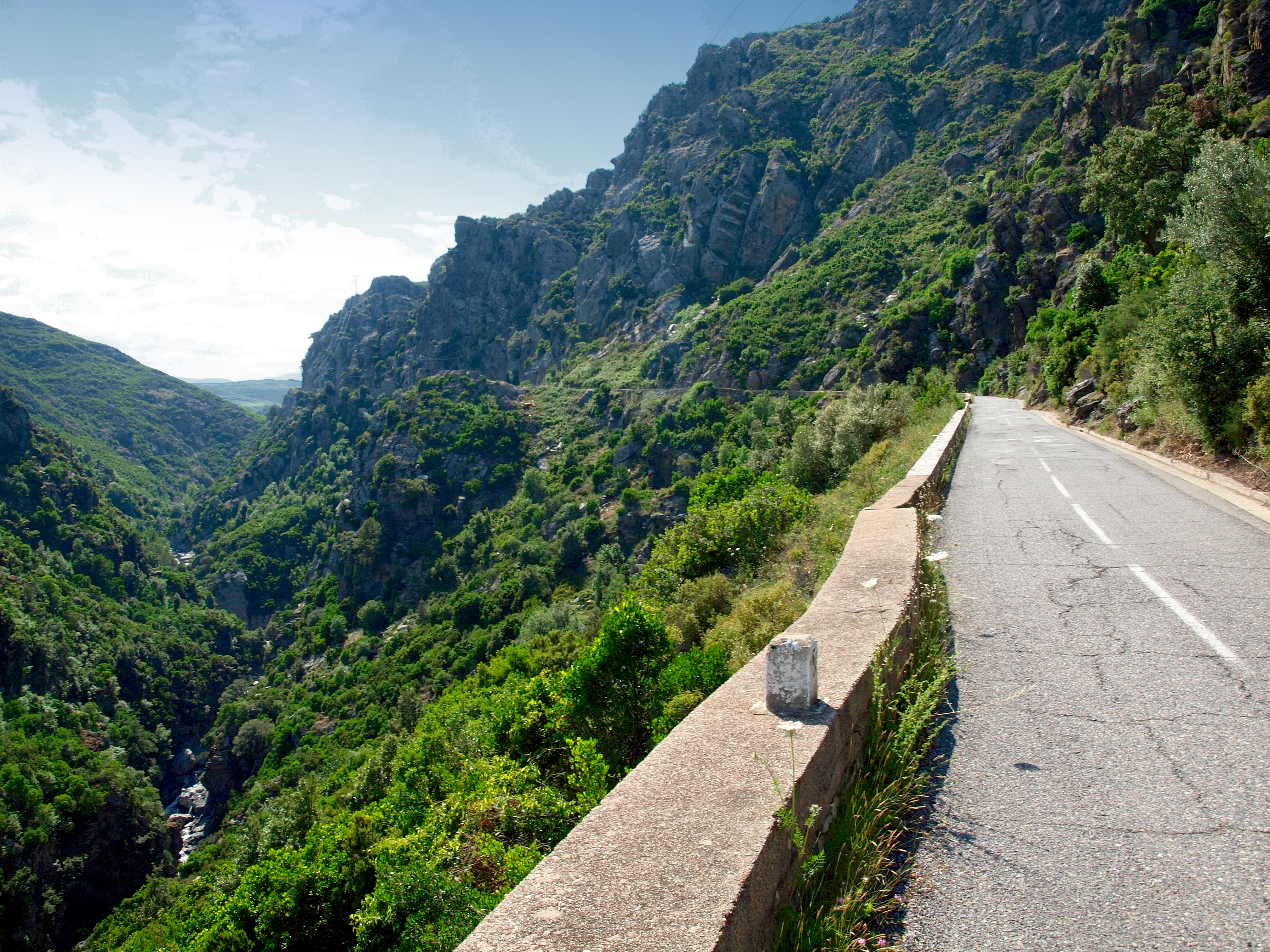
La route D62

### Fleuves voisins
Les fleuves côtiers voisins sont au sud le Golo et au nord-ouest et à l'ouest de la ville de Saint-Florent, l'Aliso.

### Communes et cantons traversés
Entièrement dans le département de la Haute-Corse, le Bevinco traverse huit communes et quatre cantons :
- dans le sens amont vers aval, Lento (source), Bigorno, Piève, Murato, Vallecalle, Rutali, Olmeta-di-Tuda, Biguglia (embouchure).

Soit en termes de cantons, le Bevinco prend sa source sur le canton d'Alto-di-Casaconi, traverse les canton de Haut-Nebbio et canton de la Conca-d'Oro puis a son embouchure sur le canton de Borgo.

### Bassin versant
Le Bevinco traverse une seule zone hydrologique « Côtiers du Bevinco inclus au ruisseau de San Pancrazio inclus » (Y731) de 99 km2. 

### Organisme gestionnaire
L'organisme gestionnaire est le Comité de bassin de Corse, depuis la loi corse du 22 janvier 2002.

## Affluents
Le Bevinco a quinze ruisseaux affluents référencés :
- -----   le ruisseau de Forci, 2,1 km (rd[note 1]), entièrement sur Lento.
- -----   le ruisseau de Cipetto (ou Cippetto), 1,9 km (rd), entièrement sur Lento.
- -----   le ruisseau de Bussu, 1,5 km (rd), entièrement sur Bigorno.
- -----   le ruisseau de Forcalli, 1,3 km (rd), sur Bigorno et Piève.
- le ruisseau de la Merla, 3,7 km (rg) et un affluent, entièrement sur Piève.
- -----   le ruisseau de Nepita, 3,2 km (rd) et un affluent, sur Campitello et Murato.
- -----   le ruisseau de Sualello, 2,1 km (rd), entièrement sur Murato.
- -----   le ruisseau de Felicione, 4,4 km (rd) et 3 affluents, sur Murato, Rutali, Scolca.
- -----   le ruisseau de Torreno, 2,4 km (rd) et un affluent, sur Rutali et Vallecalle.
- le ruisseau de Fangone, 2,9 km (rg), sur Oletta et Olmeta-di-Tuda.
- le ruisseau de Forne, 1,1 km (rg), entièrement sur Olmeta-di-Tuda.
- -----   le ruisseau de Monte Grosso, 1,3 km (rd), entièrement sur Rutali.
- -----   le ruisseau de Tendigiola, 1,7 km (rd), sur Biguglia, Olmeta-di-Tuda, Rutali.
- le ruisseau de Sant'Andrea, 2,7 km (rg), sur Biguglia, Oletta, Olmeta-di-Tuda.
- le ruisseau de Petrelle, 3,2 km (rg), entièrement sur Biguglia.

### Rang de Strahler
Le rang de Strahler est de quatre.

## Hydrologie

### Le Bevinco à Olmeta-di-Tuda
À la station d'Olmeta-di-Tuda, pour un bassin versant de 53,6 km2, le module est de 0,634 m3/s. La station, à 209 mètres d'altitude, est en fonctionnement depuis le 1er janvier 1959 . 

### Étiage ou basses eaux
Le VCN3 ou débit d'étiage est de 0,041 m3/s. 

### Crues
Le QIX 2 est de 30 m3/s alors que le QIX 10 est de 67 m3/s et le QIX 50 est de 99 m3/s.
Les crues ont été importantes et le débit instantané maximal a été de 197 m3/s le 5 novembre 1994, tandis que la hauteur maximale instantanée a été de 358 cm le 23 mai 1980 et le débit journalier maximal de 80 m3/s le 25 octobre 1976.

### Lame d'eau et débit spécifique
La lame d'eau écoulée dans ce bassin versant de la rivière est de 424 millimètres annuellement, ce qui est au-dessus de la moyenne en France d'un tiers, à 300 mm/an. Le débit spécifique (Qsp) atteint 13,4 litres par seconde et par kilomètre carré de bassin.

## Aménagements et écologie

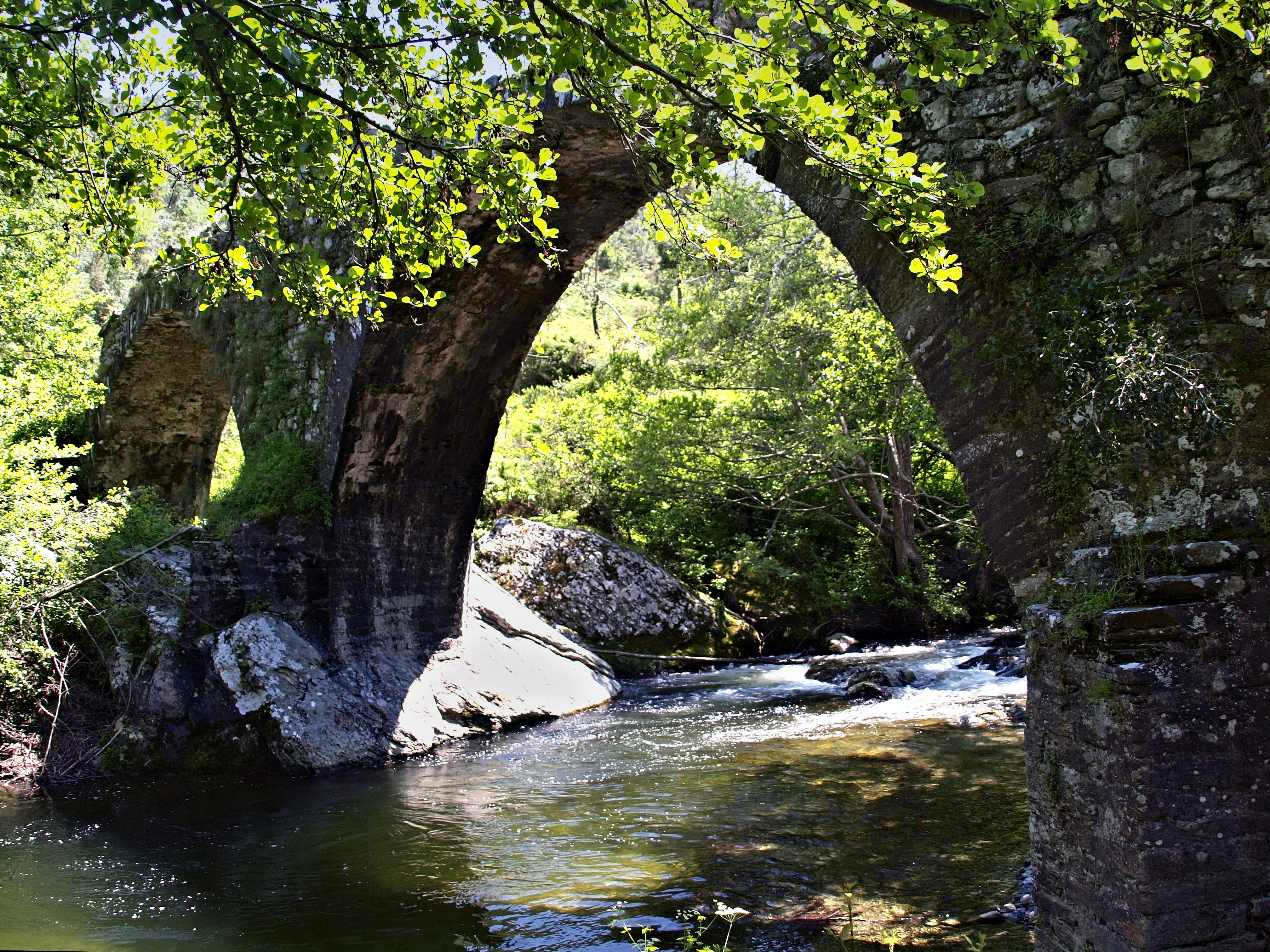
Pont de Torreno sur le Bevinco à Murato.

### Ponts
La commune de Murato a le privilège de posséder trois ponts génois :
- le pont de Torreno, pont à trois arches à une cinquantaine de mètres en amont du pont de la route D82 sur le Bevincu à 317 m d'altitude. Cet ouvrage a la particularité d'avoir ses trois piles construites sur une commune différente : Olmeta-di-Tuda, Murato et Rutali.
- Toujours sur le Bevinco, en amont du village à 493 m d'altitude, le 1er pont de Santa-Lucia se trouvant à 150 m sous la D5 à la sortie Ouest du village, et
- Plus en amont à 527 m d'altitude, le 2e pont de Santa-Lucia à moins de 50 m et en contrebas de la D5. Il est appelé pont de la Croix des 4 vents car il est situé au pied de la croix aux 4 vents.
- La route nationale 193 traverse à Biguglia le Bevinco sur le pont du Bevinco.

### Écologie
L'état du bassin hydrographique est dit en "Bon état"